# Ferdinand von Kummer
Rudolf Ferdinand von Kummer (Szelejewo, 11 aprile 1816 – Potsdam, 1900) è stato un generale prussiano.

## Biografia
Appartenente ad una famiglia di militari della Prussia; intraprese egli stesso la carriera militare come tenente di fanteria nell'esercito prussiano che allora vantava alcune tra le più brillanti menti della strategia militare: Clausewitz, Scharnhorst, Grolman e Gneisau. Nel 1848 fu promosso capitano e assegnato allo stato maggiore e partecipò alla repressione della rivolta polacca in Posnania.
Promosso maggiore nel 1855, divenne ufficiale di stato maggiore nella X Divisione di fanteria e entrò nei Gardekorps; cinque anni dopo divenne tenente colonnello e capo di stato maggiore del I Corpo d'armata di stanza presso Königsberg. Nel 1861 divenne colonnello nei Gardenkorps.
Dal 1864 al 1865 von Kummer comandò l'Infanterieregiment 37 a Posen (Poznań), del quale facevano parte come commilitoni Hermann von Malotki e Hugo von Obernitz.
Nel 1865 fu nominato general maggiore e durante la guerra austro-prussiana fu comandante dell'armata del Meno e partecipò alla Mainfeldzug, quando l'armata prussiana comandata da Vogel von Falckenstein e Manteuffel sconfisse i confederati della Germania meridionale comandati da Carlo Teodoro di Baviera e Alessandro d'Assia; nel 1868 fu promosso tenente generale.
Partecipò alla guerra franco-prussiana, inizialmente come comandante della riserva durante l'assedio di Metz, dove portò la richiesta di capitolazione alla guarnigione francese. Successivamente comandò un corpo d'armata e affrontò i francesi a Noisseville e a Bellevue, quando riportò un'importante vittoria tattica sui francesi del celebre maresciallo di Francia Bazaine; il 27 ottobre 1870 fu nominato comandante di Metz e addetto ai trasporti di convogli militari.
Comandò la XV Divisione di fanteria del VIII Corpo d'armata nella Francia settentrionale, servendo sotto Goeben e Manteuffel ad Amiens, sull'Hallue, a Bapaume e San Quintino.
Dopo la vittoria von Kummer fu comandante militare di Colonia sul Reno; messo a riposo nel 1877, si tenne sempre a disposizione dell'esercito, occupando per brevi periodi incarichi amministrativi presso il ministero della guerra.

## Onorificenze
- Ordine dell'Aquila Rossa
- Ordine di Hohenzollern
- Pour le Mérite
- Croce di ferro
- Ordine di San Giovanni del baliaggio di Brandeburgo
- Ordine militare di Sant'Enrico